# Dacia Nova
Dacia Nova — субкомпактный автомобиль с кузовом лифтбэк, производившийся румынским автопроизводителем Dacia с 1995 по 2000 год. С 2000 по 2003 годы производилась обновлённая модель — Dacia SupeRNova, а с 2003 по 2005 годы производилась модель под названием Dacia Solenza.

## История
Автомобиль является первой собственной разработкой Dacia и был разработан для замены модели 1300. Разработка началась ещё в 1980-х годах, но до конвейера автомобиль дошёл лишь в 1995 году (когда Румыния уже успела демократизироваться и сменить экономическую модель с плановой на рыночную), и уже тогда выглядел старомодно. В 1997 году автомобиль получил небольшое обновление и сменил внутризаводской индекс с 523 на 524.
В планах компании также была модификация Nova Van, выполненная в кузове минивэн. В 1998 году был представлен прототип автомобиля, но до серийного производства дело не дошло. До наших дней сохранилось лишь несколько фотографий автомобиля.
Помимо Румынии, автомобиль также экспортировался в такие страны, как Болгария, Венгрия, Греция и Сербия. Но из-за качества сборки распространения за рубежом автомобиль не получил.
Автомобиль имеет поперечное расположение двигателя. Двигатели были взяты от других автомобилей марки (хотя известно, что за основу также были взяты двигатели с моделей Renault 19 и Renault Clio). Существовала модификация 1,6 GT, в ней использовался карбюратор Carfil, взятый с автомобиля Oltcit Club, который улучшал производительность автомобиля, но при этом повышал расход топлива. В 1998 году на GT был поставлен инжектор Bosch MonoMotronic.
Несмотря на то, что Nova была современней других автомобилей Dacia, качество кузовных деталей автомобиля было плохим, багажник имел меньший объем, чем другие модели, а цена была выше. Из-за всего этого автомобиль не стал хорошо продаваемым, и в настоящее время сохранилось не так много экземпляров модели.

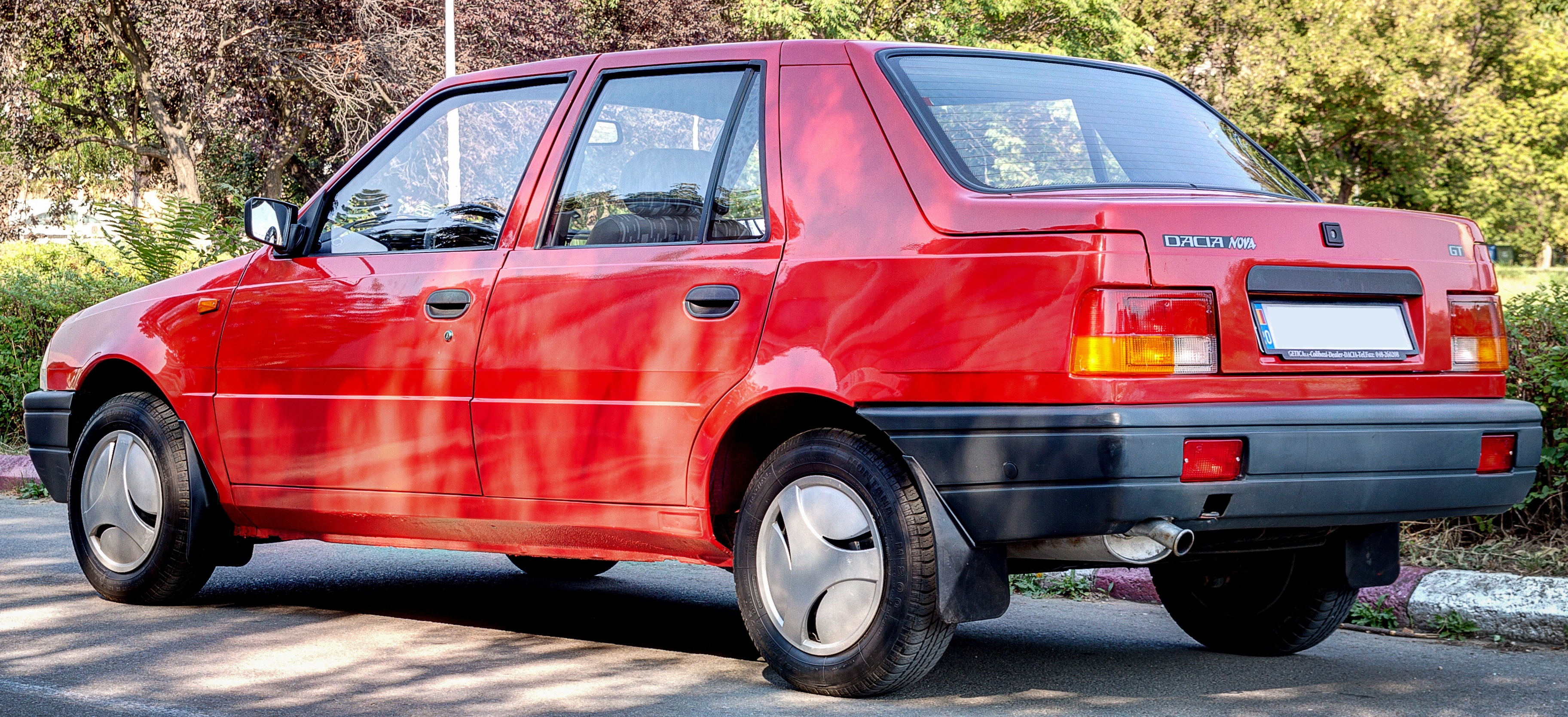
Вид сзади
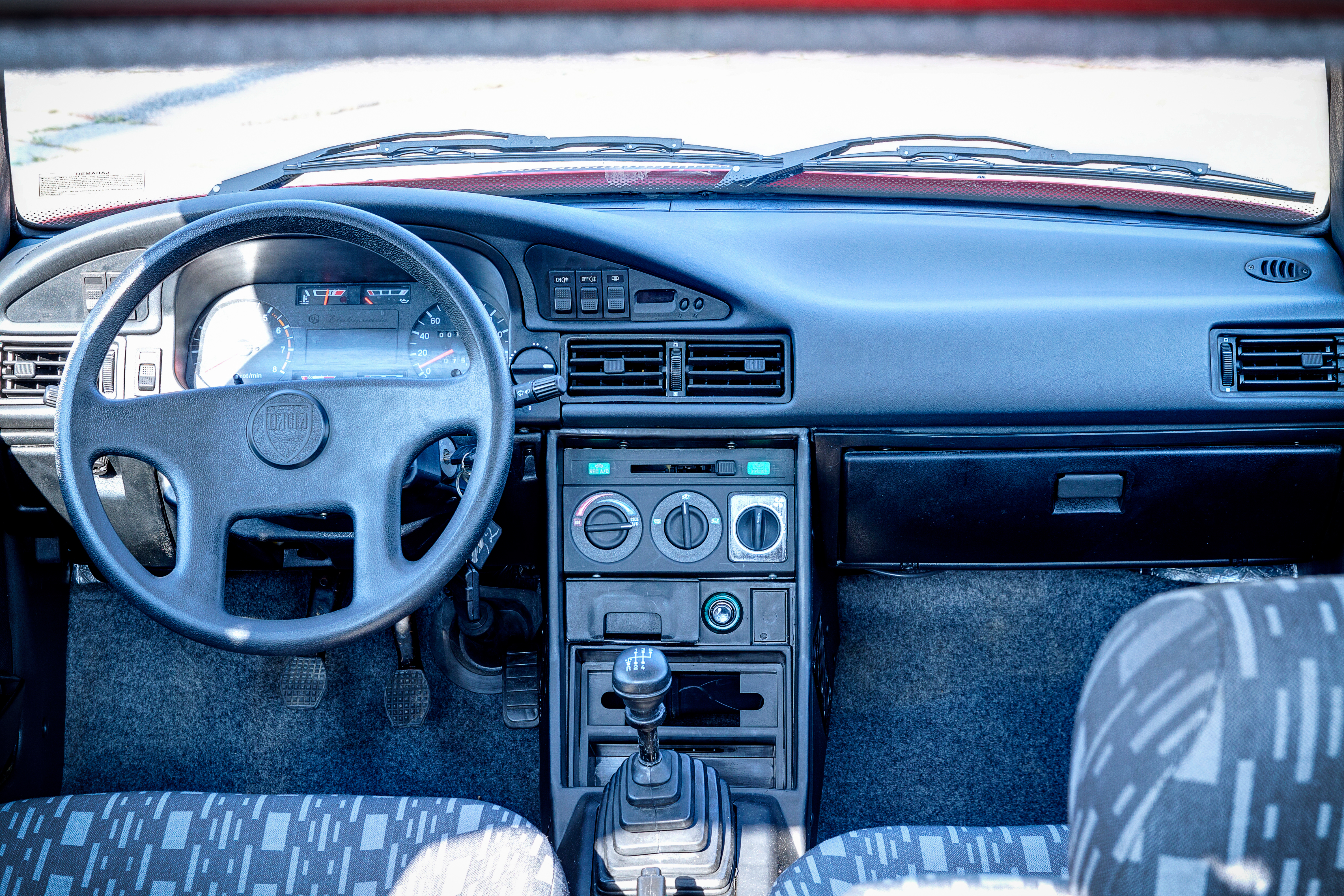
Интерьер (модификация GT)

### Dacia SupeRNova
В 2000 году обновлённая модель вышла под названием Dacia SupeRNova. Этот автомобиль стал первой моделью Dacia, выпущенной после покупки Renault румынского автопроизводителя.
На автомобиль устанавливался двигатель объёмом 1,4 л (1390 см³) и механическая КПП производства Renault, заменившая старые румынские агрегаты. Максимальная мощность — 73 л. с (54 кВт) при 5250 об/мин, максимальный крутящий момент — 114 Нм при 2800 об/мин. Максимальная скорость — 162 км/ч. Двигатель соответствовал экологическим нормам Евро-2. Некоторые автомобили, произведённые в 2003 году, уже соответствовали нормам Евро-3.
В обновлённой модели, в отличие от Nova, стали доступны кондиционер, легкосплавные диски и передние электро-стеклоподъёмники, но только для более дорогих комплектаций. SuperNova продавалась в пяти различных комплектациях: Europa, Confort, Rapsodie, высшая комплектация Clima и специальная версия Campus.

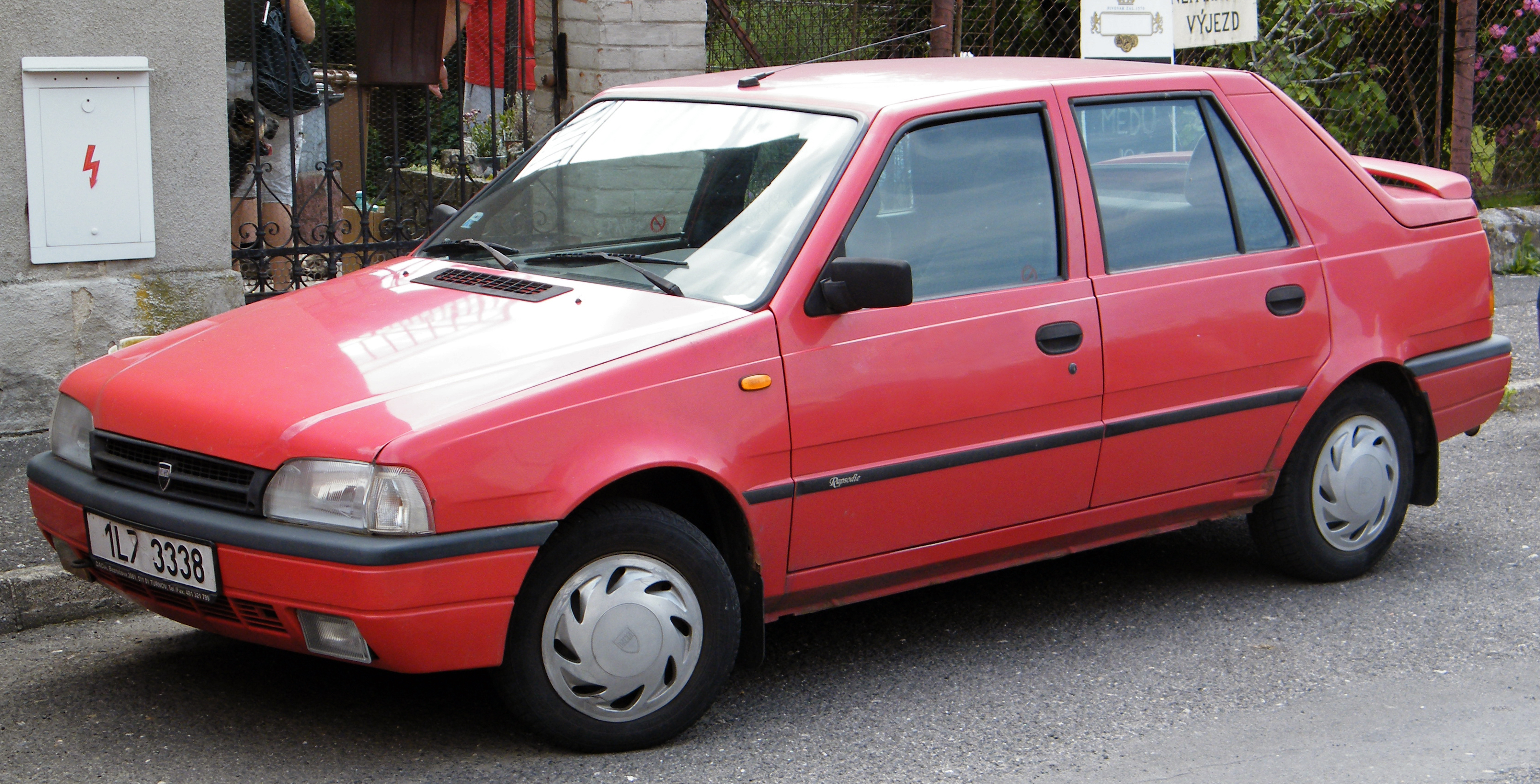
SupeRNova спереди
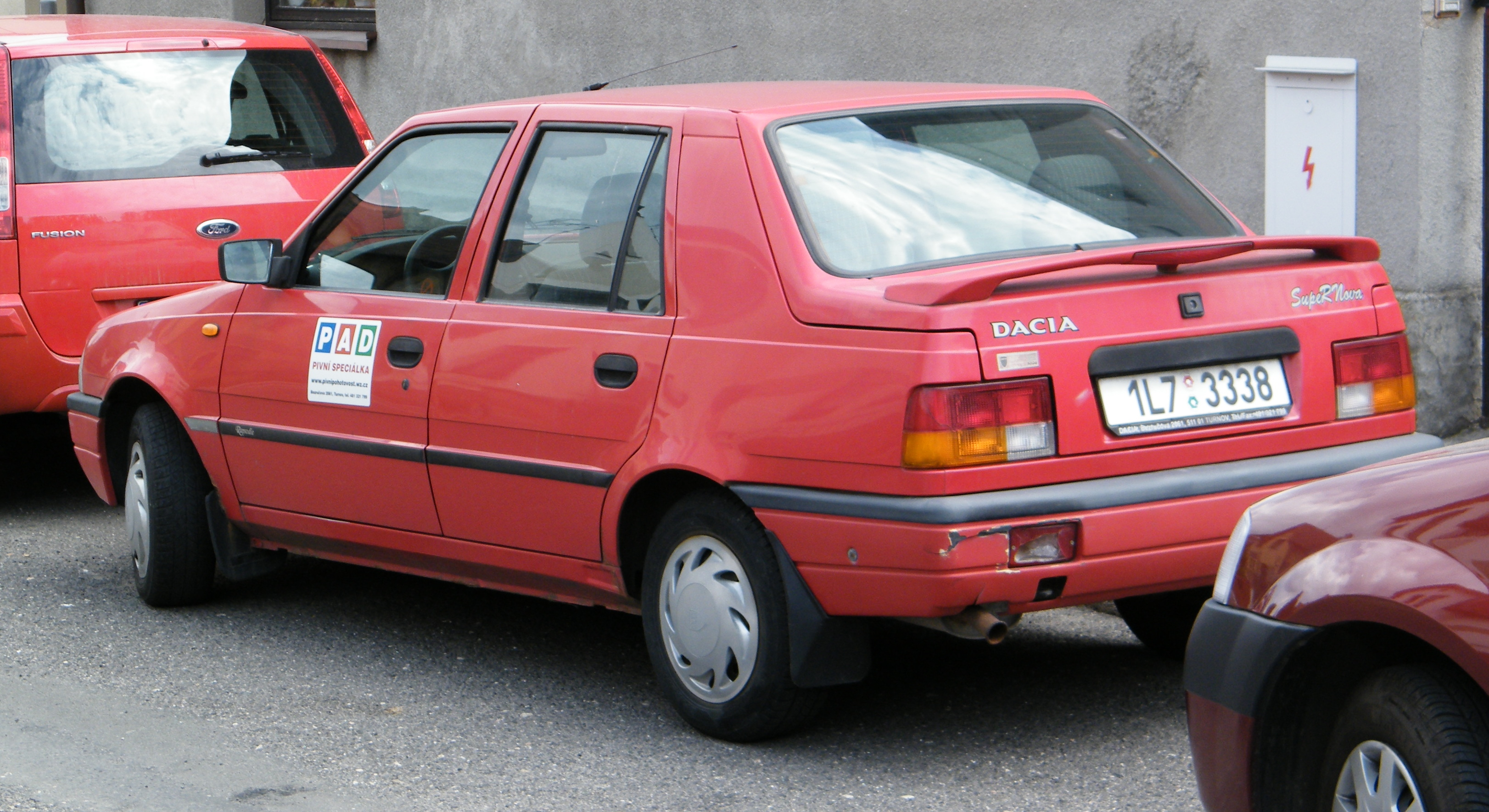
SupeRNova сзади

### Dacia Solenza
В 2003 году лифтбэк снова был обновлён и получил новое название — Solenza. На обновлённой модели тестировалось новое оборудование завода, так как на тот момент компания уже планировала производство новой модели под названием Logan. Спустя год после выхода Logan производство Solenza было прекращено.
Двигатели, КПП и несколько деталей интерьера были взяты от Renault Clio второго поколения. Двигателей было два: бензиновый 1,4 л и дизельный 1,9 л.
Solenza производилась в пяти комплектациях: Europa, Confort, Rapsodie, Clima и Scala. Высшей комплектацией была Scala, которая включала в себя кондиционер, гидроусилитель руля, легкосплавные диски, подушку безопасности водителя, электро-стеклоподъемники, CD-плеер и многие другие функции, которые впервые были применены на автомобиле Dacia. Кондиционер не был доступен в комплектации с дизельным двигателем, поэтому высшая комплектация для дизельной линейки была названа Avantage. В 2004 году была представлена самая дешёвая комплектация Europa, без тонировки стёкол, с пластиковыми бамперами, без боковых молдингов и тахометра.

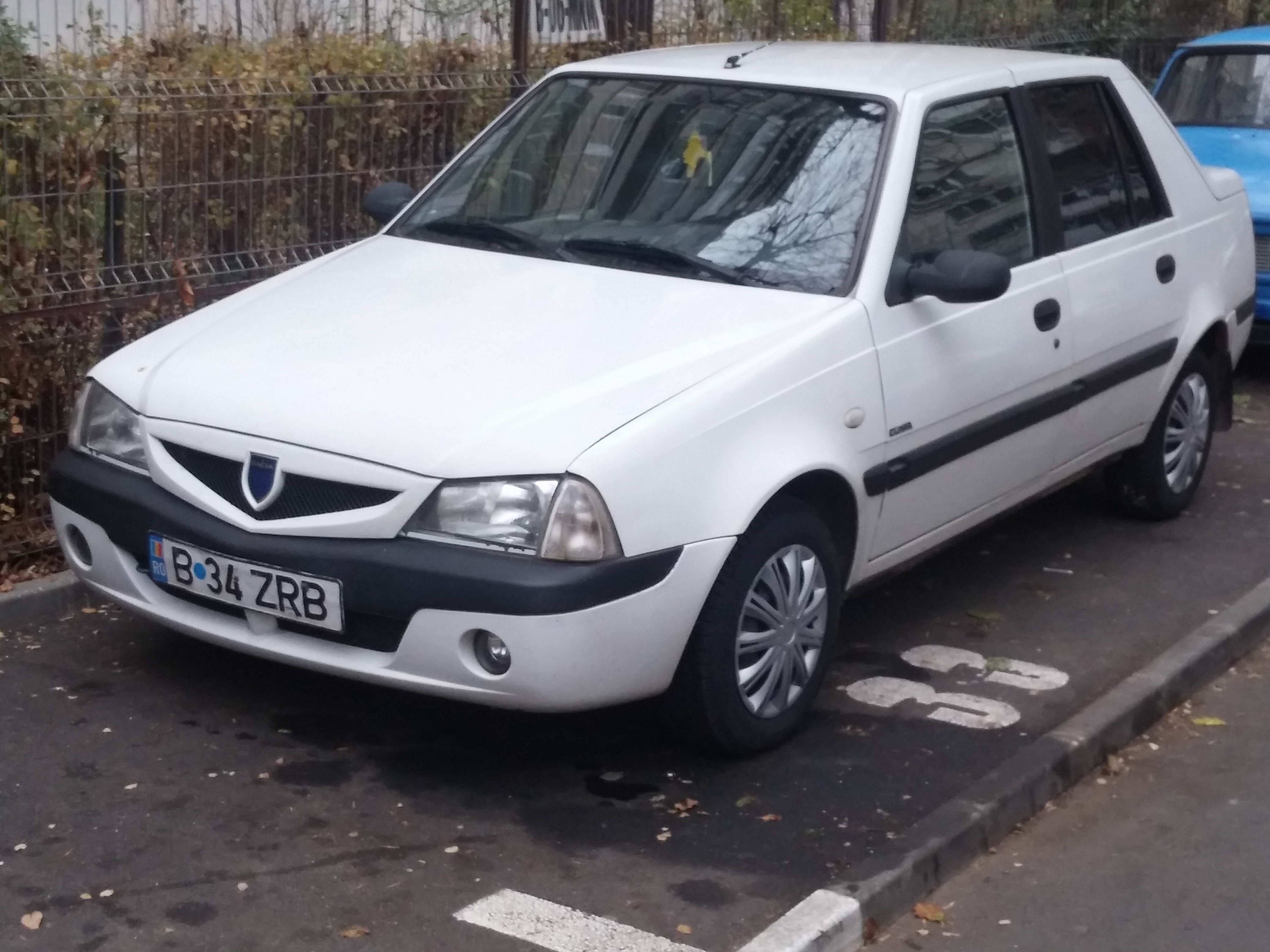
Solenza спереди
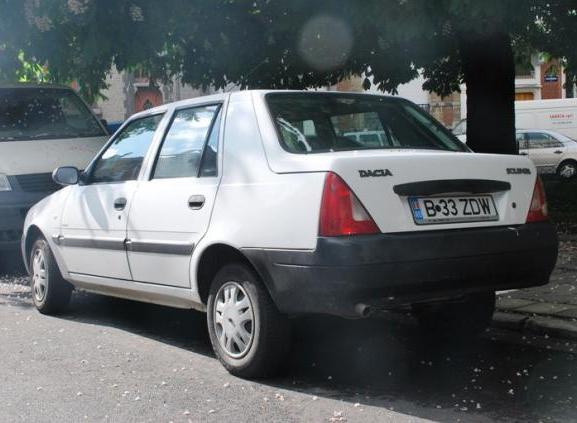
Solenza сзади